# Pierre Boutroux

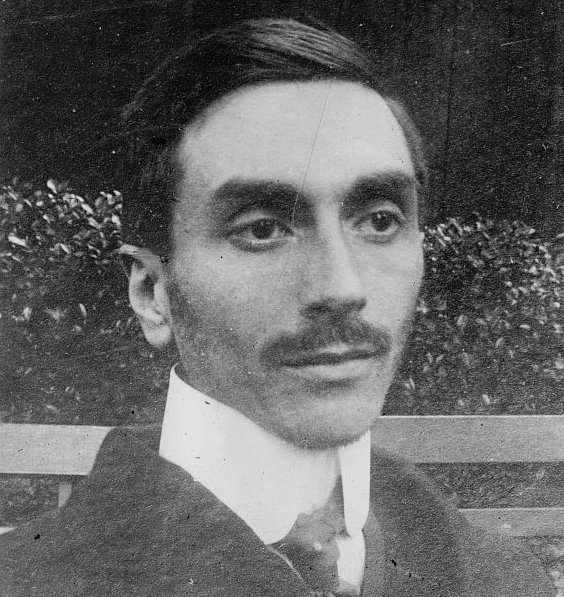
Pierre Boutroux

Pierre Léon Boutroux (n. 6 decembrie 1880 - d. 15 august 1922) a fost un matematician și filozof francez și specialist în istoria matematicii.
A fost fiul filozofului Émile Boutroux.
A predat cursurile de filozofia matematicii la Collège de France.
În lucrările sale, a descris încercările de a rezolva anumite probleme.
Susținea în mod idealist că fundamentele matematice reflectă caracterul unei anumite laturi a realității și că matematica poate fi aplicată fenomenenelor naturii numai ca o simplă întâmplare:
"Rigurozitatea nu este totul, dar fără rigurozitate nu este nimic, și o demonstrație care nu este riguroasă este lipsită de orice înțeles."

## Scrieri
- 1920: L'idéal scientifique des mathématiciens
- 1913: La Revue du Mois
- 1919: Principes de l'analyse mathématique
- Contribuții la teoria funcțiilor de ordin finit.